# Міжнародна асоціація круїзних ліній
Міжнародна асоціація круїзних ліній (англ. Cruise Lines International Association, CLIA) — організація міжнародного рівня, що об'єднує і представляє інтереси компаній, туристичних агентств та асоціацій, які залучені у глобальному круїзному секторі.

## Історія створення
17 грудня 2012 р. — 9 асоціацій круїзної галузі, що представляють різні регіони, об'єдналися в єдину Міжнародну асоціацію круїзних ліній, із загальною організаційною структурою для успішного розвитку світового ринку круїзного судноплавства та представлення інтересів круїзних операторів, круїзних портів туристичних агентств, різних галузей туристичного бізнесу, партнерів в особі національних органів державної влади.

## Роль і функції
CLIA виконує ключову роль у круїзній галузі щодо формування політичної стратегії і вибудовування ділових зв'язків на міжнародному рівні, сприяючи просуванню круїзної діяльності в нових туристичних регіонах, заснованої на більш злагодженій взаємодії, комунікації та співпраці із зацікавленими сторонами.
Функції Міжнародної асоціації круїзних ліній:
- розробляє та надає інформаційні ресурси, партнерські програми, спрямовані на підвищення рівня компетентності та професійних якостей;
- надає можливості для ведення переговорів членів Асоціації, ділових партнерів, інших зацікавлених осіб, пов'язаних зі сферою надання туристичних послуг, відкриваючи можливості для розширення ринку круїзного туризму;
- представляє круїзну галузь у Міжнародній морській організації (IMO), Міжнародної організації праці (ILO) і інших міжнародних організаціях;
- підтримує політику і практику, спрямовану на сталий та безпечний розвиток довкілля, як невіддільну складову своєї міжнародної діяльності;
- сприяє розширенню зацікавленості споживачів туристичних послуг до круїзного відпочинку та просуванню інвестиційної привабливості круїзної галузі.

## Діяльність
Асоціація щорічно в жовтні проводить Plan a Cruise Month, який є глобальною ініціативою. Офіси CLIA по всьому світу виконують роботу, відповідну потребам ринку. Кампанія надає платформу для туристичних агентств, круїзних ліній і галузевих партнерів для демонстрації різних переваг круїзного відпочинку. Основна увага приділяється обізнаності споживачів про круїзний туризм, демонстрації сертифікованих CLIA турагентів, як найкращих представників круїзного туризму.
Cruise Forward — онлайн платформа, розроблена CLIA, яка надає інформацію на основі фактів, наукових досліджень та інших ресурсів від операторів круїзної галузі по продуктивності, регулювання та нагляду. Інформаційний контент сайту Cruise Forward охоплює такі важливі галузі, як екологічне управління, безпека, охорона здоров'я і медицина. Даний ресурс корисний усім тим, хто шукає дані та факти про круїзну індустрію: журналістам, особам, які формують політику, турагентам, споживачам, іншим зацікавленим особам. 
Міжнародна асоціація круїзних ліній є спонсором благодійної організації «Кораблі милосердя», що займається доставленням медичної допомоги країнам, що розвиваються. CLIA як обраний спонсор підтримує місію і зусилля, які реалізуються Mercy Ships в усьому світі. Кораблі милосердя працюють на кшталт «пливучих» лікарень, що надають медичні послуги населенню бідних країн.

## Члени
Членство у Міжнародній асоціації круїзних ліній дозволяє продемонструвати прихильність круїзних ліній і туроператорів до забезпечення високої якості обслуговування і дотримання професійних стандартів. Членам CLIA надається можливість використовувати широкий спектр переваг і ресурсів, які допомагають орієнтуватися у круїзній індустрії, залучати більше клієнтів, отримувати фінансову вигоду і підвищувати рівень професійних знань. Асоціація представляє інтереси наступних категорій членства:
- 62 Круїзних лінії, що пропонують морські та річкові круїзи. Круїзні компанії-члени CLIA складають понад 95%  світового круїзного потенціалу та обслуговують понад 23 мільйонів пасажирів на рік.
- 275 Виконавчих партнерів — ключових постачальників і партнерів круїзних ліній. Виконавчі партнери відіграють важливу роль в успішній роботі круїзної індустрії, включаючи порти та пункти призначення, розвиток круїзного судноплавства, постачальників послуг.

Міжнародна асоціація круїзних ліній має свої представництва у Північній і Південній Америці, Європі, Азії і Австралазії, а також 15 офісів розташованих у: Бразилії, Алясці, Австралії, Бельгії та Люксембурзі, Франції, Німеччини, Італії, Нідерландах, Північній Америці, Північній Азії, Канаді, Південно-Східній Азії, Іспанії, Великій Британії та Ірландії.